# Mitch Nichols
Mitch Nichols (sinh ngày 1 tháng 5 năm 1989) là một cầu thủ bóng đá người Úc.

## Đội tuyển bóng đá quốc gia Úc
Mitch Nichols thi đấu cho đội tuyển bóng đá quốc gia Úc từ năm 2009 đến 2014.

## Thống kê sự nghiệp
| Đội tuyển bóng đá Úc | Đội tuyển bóng đá Úc | Đội tuyển bóng đá Úc |
| Năm                  | Trận                 | Bàn                  |
| -------------------- | -------------------- | -------------------- |
| 2009                 | 1                    | 0                    |
| 2010                 | 0                    | 0                    |
| 2011                 | 0                    | 0                    |
| 2012                 | 0                    | 0                    |
| 2013                 | 3                    | 0                    |
| 2014                 | 1                    | 0                    |
| Tổng cộng            | 5                    | 0                    |